# صلاح الدين الحسيني
صلاح الدين الحسيني, المعروف أيضا بأبي الصادق, هو شاعر فلسطيني ولد بغزة عام 1935. إاتحق بصفوف حركة فتح عام 1967 وكتب أول نشيد للثورة الفلسطينية أصبح يعرف بنشيد العاصفة والذي مطلعه هو:
بسم الله بسم الفتح بسم الثورة الشعبية
بسم الدم بسم الجرح إلي بينزف حرية
باسمك باسمك يافلسطين
أعلناها للملايين
عاصفة .. عاصفة .. عاصفة
ساهم بإنشاء الإعلام العسكري لحركة التحرير الوطني الفلسطيني فتح عام 1969 واستلم مهمة الناطق العسكري لجميع فصائل قوات الثورة الفلسطينية عام 1971.
أنشأ مؤسسة المسرح والفنون الشعبية الفلسطينية ببيروت عام 1975
شكل فرقة فنية مؤلفة من بنات وأبناء شهداء فلسطين وطاف بهم العالم لنشر ثقافة المقاومة الفلسطينية
بعد مغادرة منظمة التحرير الفلسطينية بيروت إثر الاجتياح الإسرائيلي سنة 1982 أسس لمسرح الطفل الفلسطيني في العاصمة المصرية القاهرة بدعم من دائرة الثقافة والإعلام في منظمة التحرير الفلسطينية وقدم خلالها الأعمال التالية:
- مغناة الانتفاضة الأولى
- مغناة الانتفاضة الثانية
- أغاني للشهيد المجاهد عز الدين القسام
- مسرحية حارسة النبع
- مسرحية طاق طاق طاقية
- واصدر ديوان ثوريات

كما ساهم في كتابة نصوص العديد من أناشيد الثورة الفلسطينية مثل:
- نشيد العاصفة
- اللوز الأخضر
- المد المد
- جابوا الشهيد
- جر المدفع فدائي
- البروقي
- طل سلاحي
- غلابة يا فتح
- فوق التل
- ما بنتحول
- مدي يا ثورتنا
- يا شعب كبرت ثورتي

وقد لحن له بعضها الملحن مهدي سردانة.
عمل مديراً عاماً لمسرح الطفل الفلسطيني بمدينة غزه . .
توفي في القاهرة في 11 كانون الثاني 2011

## مواقع ومصادر
- موقع الشاعر صلاح الدين الحسيني